# Cold Shoulder
Cold Shoulder is een nummer van de Britse zangeres Adele uit 2008. Het is de derde single van haar debuutalbum 19.
Zoals veel nummers van Adele gaat "Cold Shoulder" over een mislukte relate. Het nummer werd geproduceerd door Mark Ronson. Jamiroquai-bassist Stuart Zender is op de plaat te horen op de basgitaar. Het nummer werd een bescheiden hit in het Verenigd Koninkrijk en de Benelux. De plaat bereikte de 18e positie het Verenigd Koninkrijk. In de Nederlandse Top 40 kwam het nummer tot de 28e positie, en in Vlaanderen op de 3e positie in de Tipparade.

## Tracklijst
UK – CD & 7-inch vinyl
1. "Cold Shoulder" 3:15
2. "Now and Then" 3:24

iTunes EP 
Cold Shoulder – EP
1. "Cold Shoulder"
2. "Cold Shoulder" (Basement Jaxx Classic Edit)
3. "Cold Shoulder" (Basement Jaxx Classic Remix)
4. "Cold Shoulder" (Basement Jaxx DuBB)
5. "Cold Shoulder" (Rusko Remix)
6. "Cold Shoulder" (Out of Office Remix)